# Timor-Leste nos Jogos Olímpicos de Verão de 2008
Timor-Leste competiu nos Jogos Olímpicos de Verão de 2008, em Pequim, na China. O país convocou dois atletas para competir na maratona, porém apenas uma atleta participou de fato devido ao não comparecimento de Augusto Soares na prova masculina.

## Desempenho

### Atletismo
Feminino
| Atleta               | Evento   | 1ª fase | 1ª fase | Quartas de final | Quartas de final | Semifinal | Semifinal | Final | Final |
| Atleta               | Evento   | Tempo   | Pos.    | Tempo            | Pos.             | Tempo     | Pos.      | Tempo | Pos.  |
| -------------------- | -------- | ------- | ------- | ---------------- | ---------------- | --------- | --------- | ----- | ----- |
| Mariana Diaz Ximenez | Maratona |         |         |                  |                  |           |           | DNF   | DNF   |

Masculino
| Atleta         | Evento   | 1ª fase | 1ª fase | Quartas de final | Quartas de final | Semifinal | Semifinal | Final | Final |
| Atleta         | Evento   | Tempo   | Pos.    | Tempo            | Pos.             | Tempo     | Pos.      | Tempo | Pos.  |
| -------------- | -------- | ------- | ------- | ---------------- | ---------------- | --------- | --------- | ----- | ----- |
| Augusto Soares | Maratona |         |         |                  |                  |           |           | DNS   | DNS   |

Legenda
| Recorde mundial      | Recorde mundial (World record)               |                       | Recorde africano                      | Recorde africano (African) |                                           | Q | Classificado por posição (Qualified) |
| Recorde olímpico     | Recorde olímpico (Olympic record)            | Recorde da América    | Recorde da América (Americas)         | q                          | Classificado por melhor tempo (Qualified) |   |                                      |
| Melhor marca do ano  | Melhor marca do ano (World leading)          | Recorde asiático      | Recorde asiático (Asian)              | DNS                        | Não largou (Did not start)                |   |                                      |
| Recorde nacional     | Recorde nacional (National record)           | Recorde europeu       | Recorde europeu (European)            | DNF                        | Não terminou (Did not finish)             |   |                                      |
| Recorde pessoal      | Recorde pessoal do atleta (Personal best)    | Recorde da Oceania    | Recorde da Oceania (Oceania)          | DSQ / DQ                   | Desclassificado (Disqualified)            |   |                                      |
| Recorde da temporada | Recorde da temporada do atleta (Season best) | Recorde sul-americano | Recorde sul-americano (South America) | NM                         | Sem marca (No mark)                       |   |                                      |